# Lajkonik

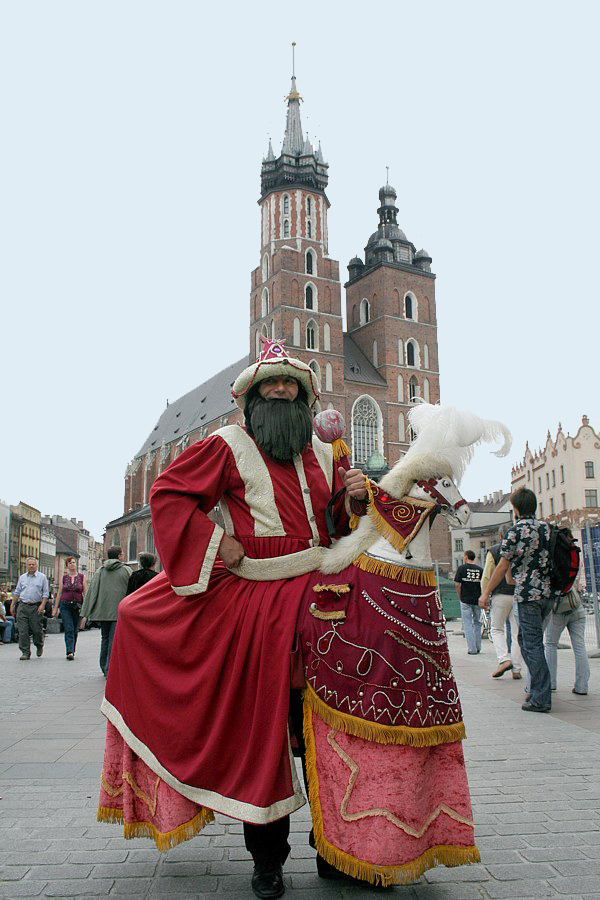
Lajkonik în fața Bazilicii Sf. Maria din Cracovia

Lajkonik (numit și Căluțul din Zwierzyniec) este un personaj în costum de călăreț tătar, cu buzduganul în mână, fiind un element important al tradițiilor folclorice cracoviene. În fiecare an, la începutul lui iunie, a opta zi după sărbătoarea Boże Ciało, dansează pe străzile Cracoviei însoțit de muzicanți care scot sunete nu întotdeauna armonioase. Oamenii adunați pe străzi pot admira Lajkonik-ul și pot arunca monede în cupa pe care o ține. Tradiția afirmă că cine o va face, va fi răsplătit cu o atingere de buzdugan pe umăr, aducătoare de fericire pentru tot anul, sau de căsătorie pentru cei singuri.
Acest obicei este legat de asediul Cracoviei de către tătari în 1287. Legenda spune că locuitorii și mai ales plutașii orașului Zwierzyniec, au năvălit într-o noapte în tabăra tătara și l-au omorât pe Han. Rămași fără conducător tătarii s-au retras, iar plutașii s-au întors victorioși în oraș. Liderul plutașilor, luând hainele bogate ale Hanului și acaparând micul ponei tătar, s-a îndreptat spre Cracovia. Orășenii i-au întâmpinat cu veselie, cu daruri și i-au servit cu vin. De atunci, în fiecare an, Lajkonik-ul revine în oraș.
Acest obicei popular provine din secolul al XVIII-lea. Costumul de astăzi al Lajkonik-ului a fost proiectat în 1904 de renumitul pictor polonez Stanisław Wyspiański. 